# Геодемографія
Геодемографія - дисципліна, що вивчає характер населення певного регіону та їх соціально-економічний розвиток.

## Етапи формування геодемографії
На першому етапі головне місце в системі знань про народонаселення належить демографії, яка, на думку вчених, є системою демографічних наук.Населенню притаманні три види руху – природний, просторовий (механічний, міграційний) та соціальний. Природний рух населення – це динаміка народжень та смертей, шлюбів та розлучень, які змінюють чисельність населення природним шляхом. Природний рух населення характеризується коефіцієнтом народжуваності, коефіцієнтом смертності та природним приростом населення. Просторовий (механічний) рух населення являє собою рух через кордони тих чи інших територій з метою постійного або тимчасового перебування на новому місці. Для кількісної оцінки інтенсивності територіальної мобільності населення використовують показники: коефіцієнт міграції за прибуттям, коефіцієнт міграції за вибуттям, валовий коефіцієнт та сальдо міграції.
Соціальний рух населення (соціальна мобільність) означає сукупність змін соціальних ознак людей, перехід з однієї соціальної групи до іншої. Цей вид руху визначає динаміку й відтворення соціальних структур населення. Вивчення соціального руху населення здійснюється на стику демографії та соціології.
На другому етапі посилюється взаємодія демографії з сусідніми науками, зокрема з географією. На їх стику формується нова дисципліна – географія населення, яка вивчає географічні відмінності складу і відтворення населення, територіальний розподіл і розміщення населення, трудові ресурси та територіальні особливості їх використання, населені пункти та їх територіальні системи. Географія населення комплексно характеризує населення країни та її територіальну організацію, виявляє закономірності і регіональні особливості її формування, проблеми розвитку. Становлення і розвиток географії населення як наукової дисципліни відбулося в Україні у другій половині ХХ ст., хоча дослідження окремих демографічних та етнічних проблем спостерігалося значно раніше.
Третій етап методологічних трансформацій у науках про народонаселення зумовлений становленням в Україні державної регіональної політики.
Виникла  потреба вивчати демографічні процеси та розселення населення зіставно з регіонами країни, мережа яких перебуває у стадії активної розробки. Відтак, формується новий напрям географії населення, орієнтований на дослідження регіональних відмінностей населення і розселення та розроблення регіональної демографічної політики, який ми називаємо геодемографією.